# Puccinellia argentinensis
Puccinellia argentinensis är en gräsart som först beskrevs av Eduard Hackel, och fick sitt nu gällande namn av Parodi. Puccinellia argentinensis ingår i släktet saltgrässläktet, och familjen gräs. Inga underarter finns listade i Catalogue of Life.